# Itinnera
Itinnera [iˈtˢinːɜʁa] (nach alter Rechtschreibung Itivnera) ist eine wüst gefallene grönländische Rentierzüchtersiedlung im Distrikt Nuuk in der Kommuneqarfik Sermersooq.

## Lage
Itinnera liegt in einem Tal am Südufer des Kapisillit Kangerluat. Kapisillit befindet sich 8,8 km nordöstlich von Itinnera.

## Geschichte

### Vorgeschichte
In Grönland lebt das einheimische Barrenground-Karibu (Rangifer tarandus groenlandicus), das traditionell Ziel der Jagd war. Die Bestände gingen zurück und so erwog man die Einführung weiterer Rentiere nach Grönland. Nach dem Zweiten Weltkrieg befand sich der Grönländer Jens Rosing (1925–2008) in Dänemark und beschäftigte sich dort zusammen mit dem Bürochef in Grønlands Styrelse, Magnus Jensen (1906–1973), mit Fridtjof Nansens und Knud Rasmussens Überlegungen, Rentiere in Grönland anzusiedeln. Jens Rosing unternahm eine erste Reise in die norwegische Hardangervidda, um sich mit den Verhältnissen der Rentierzucht vertraut zu machen. 1950 wurde er für ein halbes Jahr als Rentierwächter in Schweden angestellt, und als er zurückkehrte, sah der KGH eine reelle Chance für die Rentierzucht in Grönland. Jens Rosing wurden weitere Studienreisen nach Nord-Trøndelag und in die Finnmark genehmigt. Anschließend lotete er zusammen mit dem samischen Politiker Anders Stueng (1902–1984) die Verhältnisse in der Gemeinde Nuuk aus. Man kam zum Schluss, dass die Gegend um Itinnera perfekt für die Rentierzucht geeignet war, und gemeinsam mit dem Lappenvogt Peder Hagen, der als oberster Beamter für die Rentierzucht in Norwegen fungierte, arbeitete Jens Rosing einen Plan aus, der anschließend von Magnus Jensen genehmigt wurde.

### Die Rentierzucht in Itinnera
Im September 1952 wurden 300 Rentiere bei Kjøllefjord gefangen und an Bord der Hanne S nach Nuuk gebracht. 37 der Rentiere starben während der Reise und so erreichten nur 263 das Ziel. Jens Rosing betrieb Itinnera in den Folgejahren gemeinsam mit einigen Samen. 1955 lebten fünf Personen in Itinnera. 1956 ging das Eigentum an Itinnera vom dänischen Staat auf den KGH über. 1960 hatte Itinnera elf Einwohner. 1961 war der Bestand bereits auf 3000 Tiere angewachsen und es wurden 500 auf die andere Seite des Fjordes nach Kangerlupiluk gebracht. 1965 wohnten sieben Personen im Ort. 1967 lebten 4500 Rentiere in Itinnera. Zeitweise gab es bis zu 6000 Tiere, aber weil die Grasflächen nicht für so große Mengen reichten, wurde 1968 die Hälfte der Tiere geschlachtet. Im selben Jahr waren nur noch zwei Bewohner übrig. 1973 wurden einige Rentiere nach Südgrönland gebracht, wo die Rentierzüchtersiedlung Isortoq aufgebaut wurde. 1974 wurde der Betrieb in Itinnera privatisiert und 1978 an Kapisillit übergeben. Die Bewohner hatten keine Erfahrungen mit der Rentierhaltung und die Herde wurde nicht bewacht. Zu den jährlichen Schlachtungen wurden alle spontan auffindbaren Rentiere gefangen und geschlachtet. 1998 entwischten etwa 100 Tiere aus dem Gebiet und der Rest wurde geschlachtet, womit die Rentierhaltung in der Gemeinde Nuuk endete. Itinnera selbst war bereits seit 1978 nicht mehr bewohnt gewesen. Lediglich 1992 wurde noch einmal ein einzelner Bewohner gezählt.

### Archäologischer Fundplatz
Von 1958 bis 1962 wurde in Itinnera ein Wohnplatz der Saqqaq-Kultur ausgegraben, der auf 1400 bis 1200 v. Chr. datiert wird. Die Gebäude waren rund und hatten eine Feuerstelle in der Mitte. Es wurden Lampen aus Speckstein gefunden sowie erstmals in Grönland Harpunenspitzen. Der bei Itinnera verwendete Kieselschiefer stammte aus der Diskobucht.